# الكلية البحرية الملكية القديمة

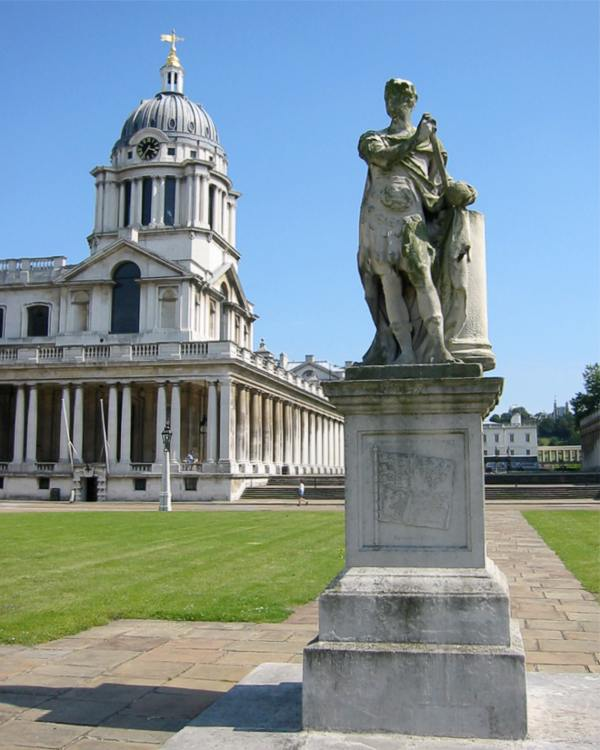
جون مايكل ريسبراك جورج الثاني (1735) في الميدان الكبير لمستشفى غرينتش

تعتبر الكلية البحرية الملكية القديمة محورًا معماريًا لـ ماريتيم غرينتش، أحد مواقع التراث العالمي في مدینة غرينتش، لندن، وصفته منظمة الأمم المتحدة للتربية والعلم والثقافة (اليونسكو) بأنها «ذات قيمة عالمية متميزة» ويُعتقد أنها أن تكون «أفضل مجموعة معمارية ومناظر طبيعية في العالم في الجزر البريطانية». تتم إدارة الموقع من قبل مؤسسة غرينتش للكلية البحرية الملكية القديمة، التي أنشئت في يوليو 1998 كمؤسسة خيرية مسجلة «لرعاية هذه المباني الرائعة وأسبابها لصالح الأمة». المساحات وبعض مبانيها مفتوحة للزوار. تم تشييد المباني في الأصل لتكون بمثابة المستشفى الملكي للبحارة في غرينتش، والمعروف الآن باسم مستشفى غرينتش، والذي صممه كريستوفر رين، وتم بناؤه بين 1696 و 1712. أغلق المستشفى عام 1869. بين عامي 1873 و 1998 كانت الكلية البحرية الملكية، غرينتش.

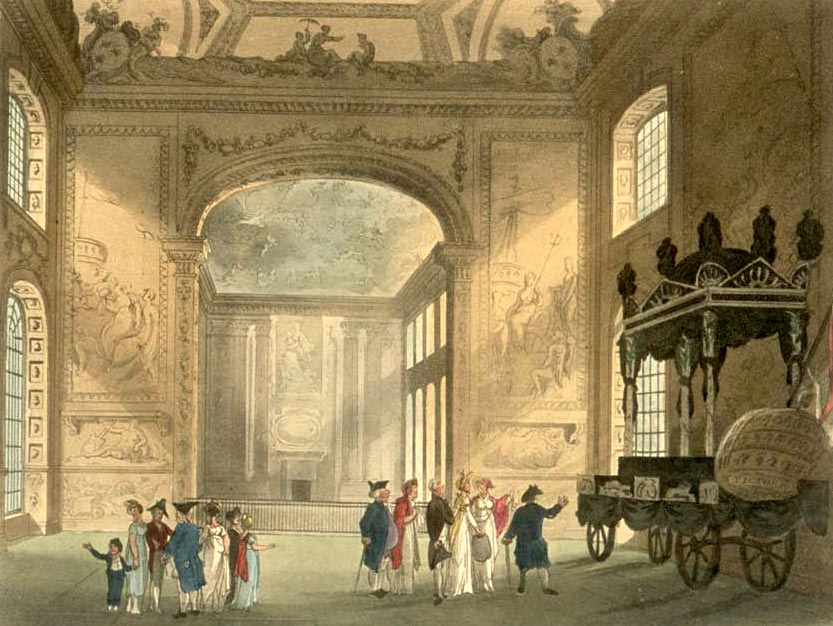
قاعة رسمت لمستشفى غرينتش كما رسمها أوغسطس بوجين وتوماس رولاندسون

## مستشفى غرينتش
في عام 1692 تم إنشاء المستشفى الملكي للبحارة في غرينتش حسب تعليمات ماري الثانية، التي كانت مستوحاة من رؤية البحارة الجرحى العائدين من معركة لا هوغ. وتشمل الميزات المعمارية قاعة صلاة وقاعة مرسومة. تم إنشاء القاعة المرسومة بين عامي 1707 و 1726 من قبل السير جيمس ثورنهيل. أغلق المستشفى في عام 1869 وتم نقل باقي الآلاف من البحارة والضباط من موقع المستشفى في عام 1875 وأعيد إدخالهم في شرق غرينتش بليساونس أو «بليزونس بارك».

## الكلية البحرية الملكية، غرينتش

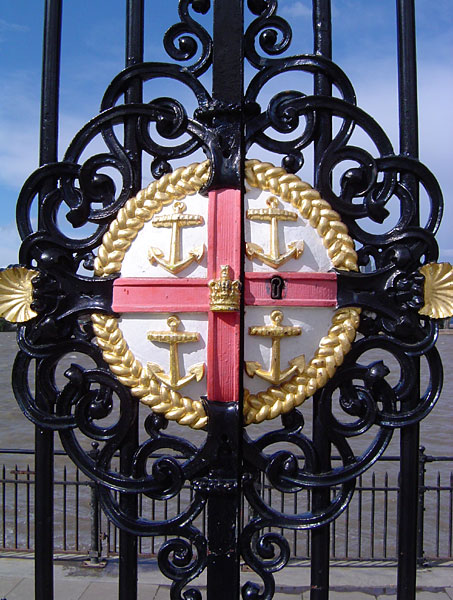
شارة المستشفى الملكي على بوابة المياه للكلية البحرية الملكية

في عام 1873، بعد أربع سنوات من إغلاق المستشفى، أصبحت المباني مركز تدريب للبحرية الملكية. غادرت البحرية الملكية الكلية في عام 1998، وانتقل الموقع إلى تأسيس الكلية البحرية الملكية القديمة.

## مؤسسة غرينتش للكلية البحرية الملكية القديمة
منذ عام 1998، ظهر حقبة جديدة مع مجموعة من الاستخدامات والأنشطة الجديدة واستعادة الموقع التاريخي القديم تحت إشراف ومراقبة مؤسسة غرينتش. المباني هي من الدرجة الأولى المدرجة. في عام 1999، استأجرت جامعة غرينتش بعض أجزاء بناء الملكة ماري والملك ويليام، وجميع مباني الملكة وى ريدنوت لمدة 150 عامًا. في عام 2000 استأجرت كلية ترينيتي للموسيقى الجزء الرئيسي من مبني الملك تشارلز. أدى هذا إلى خلق مزيج تعليمي وثقافي جديد وفريد من نوعه.

## مشروع القاعة المطلية
في عام 2014، أعلنت الكلية البحرية الملكية القديمة أنها تشرع في المرحلة التالية من خططها الطموحة لاستعادة القاعة المرسومة. على مدى ثلاث سنوات، تم الحفاظ على 3700 متر مربع من تحفة ثورنهيل. ركز مشروع الحفظ على القاعة السفلى (تم الحفاظ على القاعة العليا في عام 2013). تضمن المشروع سلسلة فريدة من «جولات السقف» العامة التي تتيح لأفراد الجمهور الاقتراب من السقف المطلي ورؤية المحافظين في العمل. في مارس 2019، أعيد فتح القاعة للجمهور، المشروع الفائز بالجوائز.

## معرض الصور

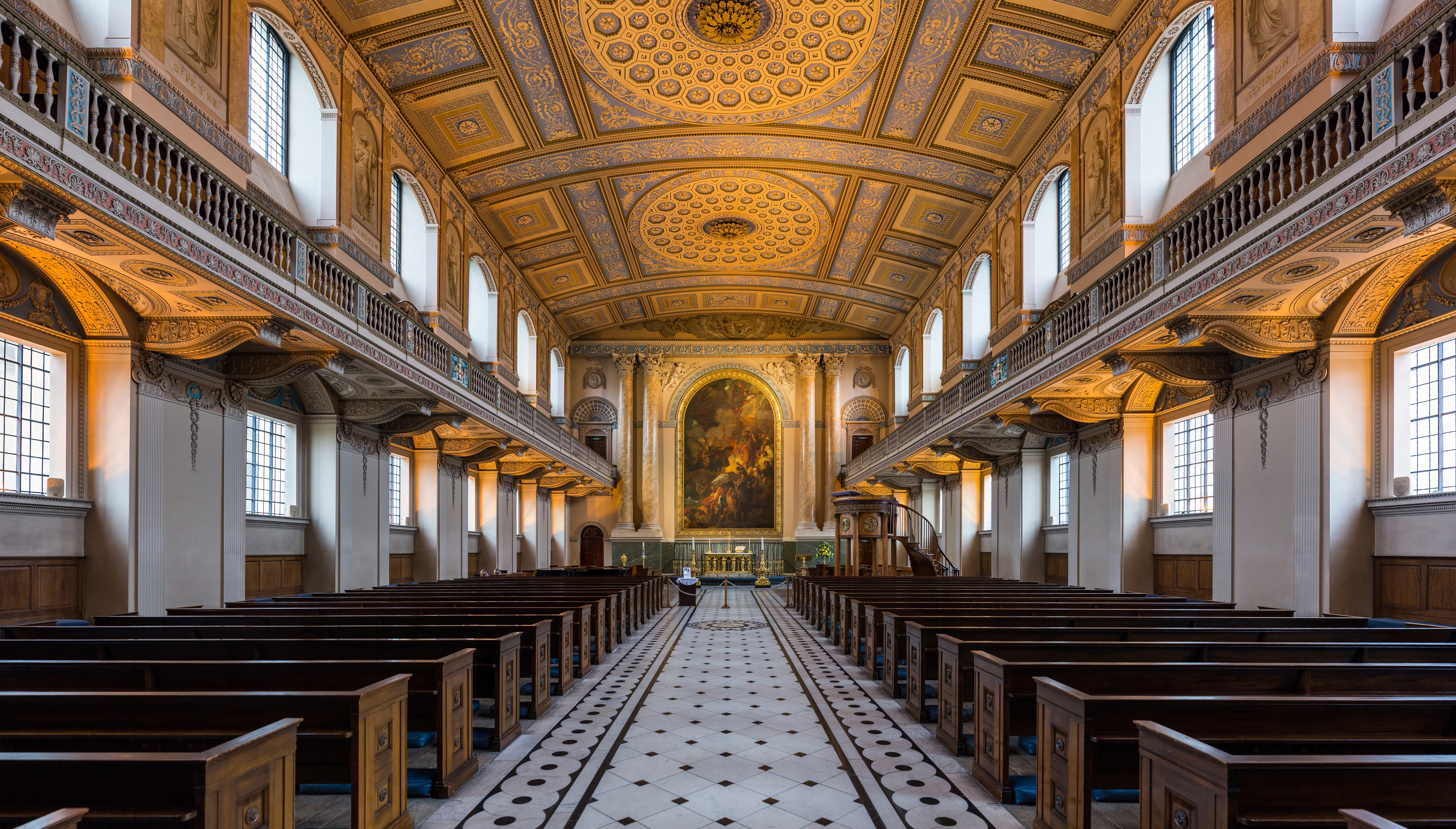
كنيسة صغيرة
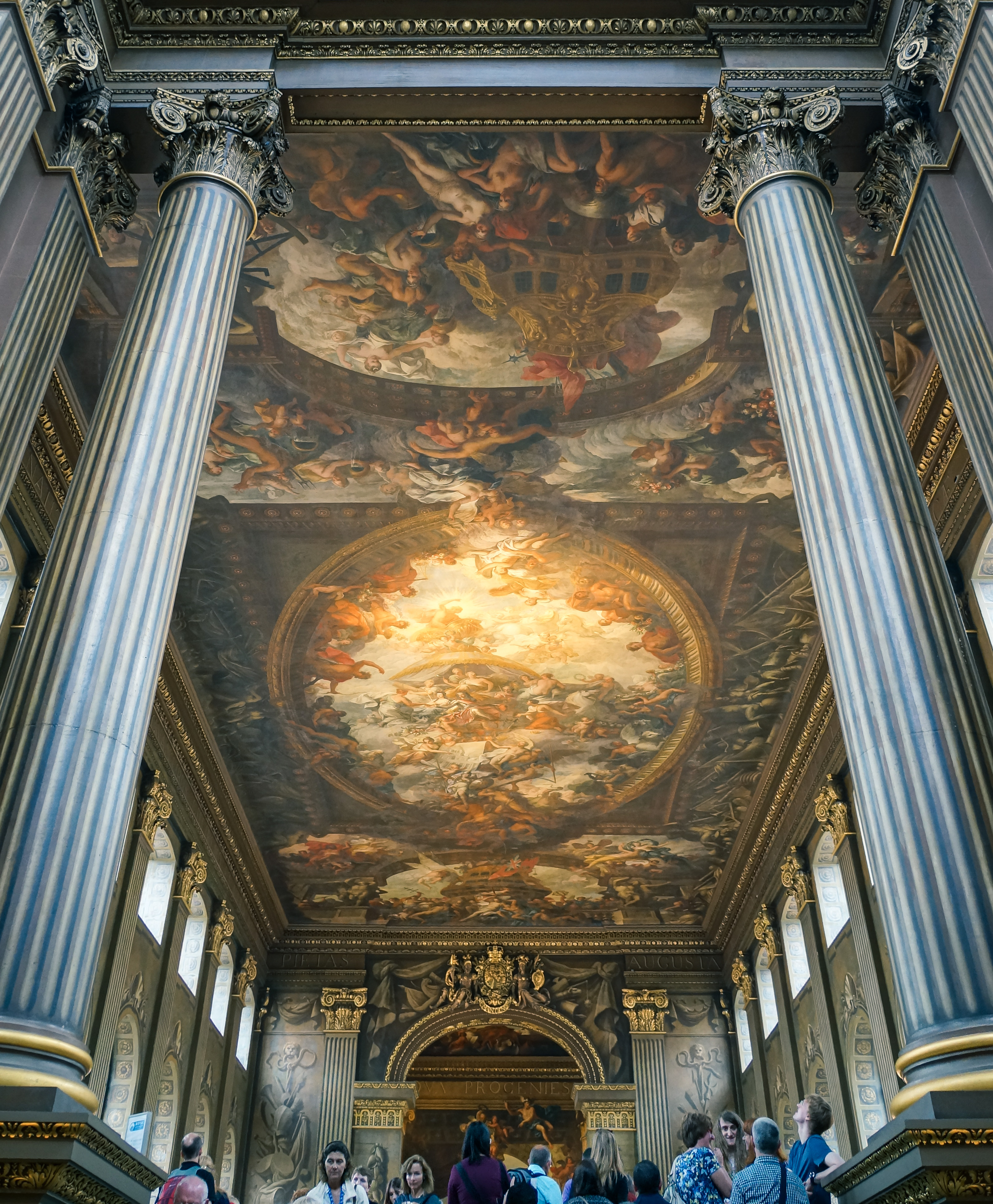
قاعة مرسومة من دهليزها
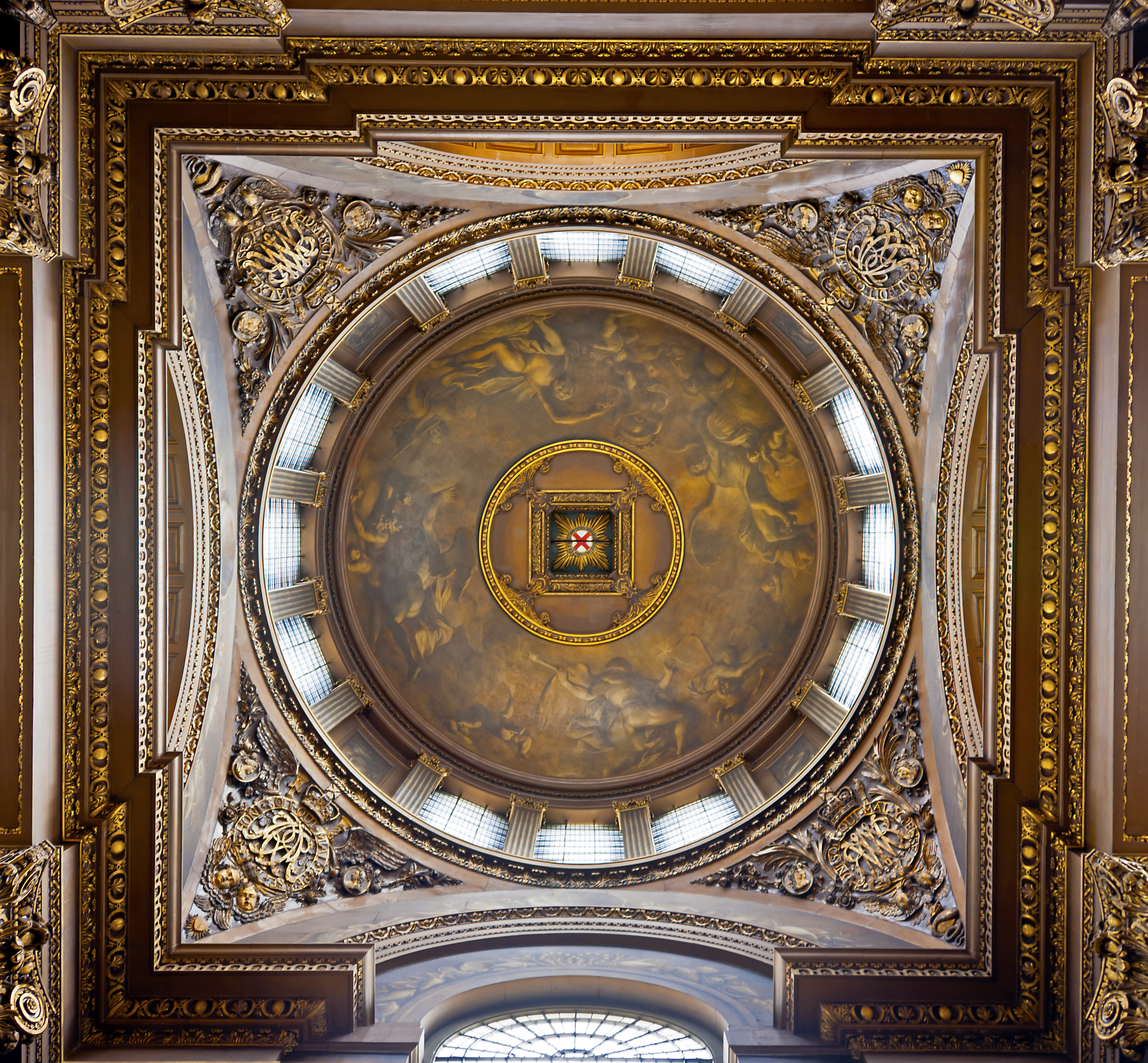
سقف الدهليز
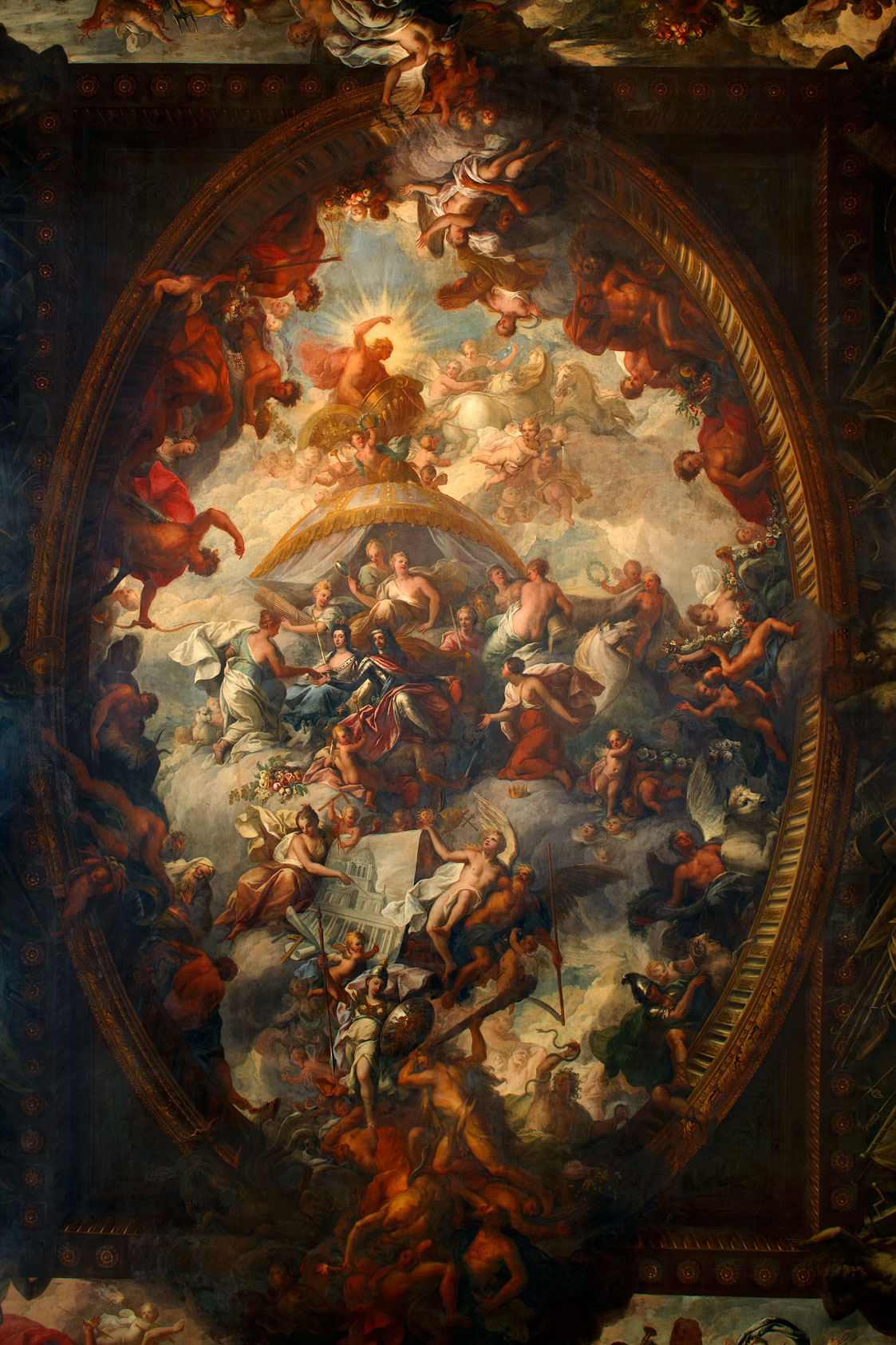
تفاصيل القاعة المركزية البيضاوية السفلى
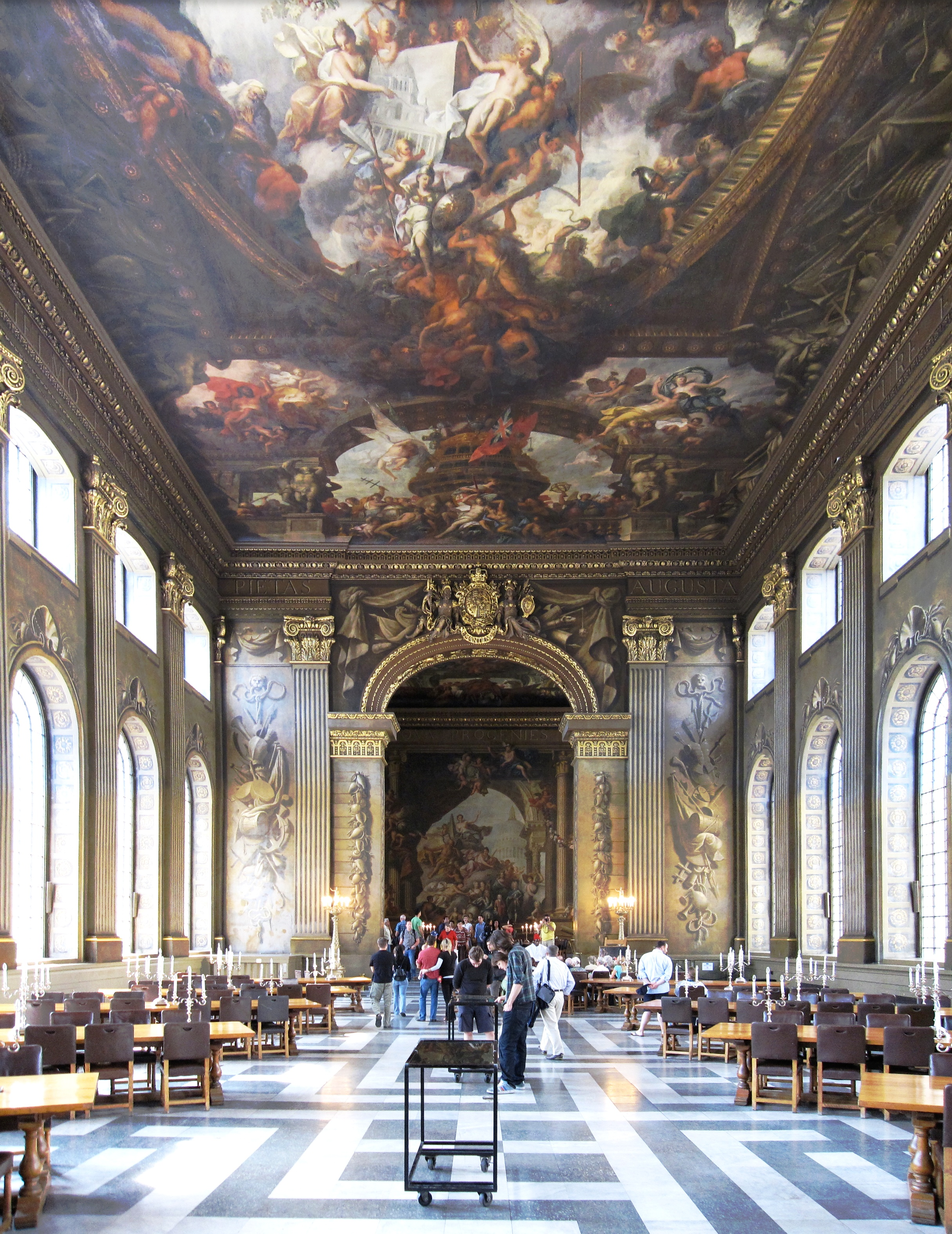
القاعة السفلى

## وصلات خارجية
Old Royal Naval College – the official website
- جامعة غرينتش
- Trinity Laban Conservatoire للموسيقى والرقص - كلية الموسيقى
- موقع غرينتش للتراث العالمي
- صور من التحويل